# 焦祖尧
焦祖尧（1936年—），男，江苏武进人，中华人民共和国作家，山西省作家协会原主席、党组书记，中国赵树理研究会副会长，中国作家协会原主席团委员、名誉委员。第八、九届全国政协委员，中共十三大代表。